# Émilien de Valence
Émilien (Aemilianus), est un saint et le premier évêque de Valence attesté dans la seconde moitié du IVe siècle. Il est célébré le 10 septembre (le 12 au cours du XIXe siècle).

## Biographie
Émilien est le premier évêque mentionné par le Gallia Christiana, sous le nom de S.Emilianus. Ulysse Chevalier, dans sa Notice chronologico-historique sur les évêques de Valence (1867), indique que le diocèse de Valence apparaît vers le milieu du IVe siècle, Émilien en est son premier évêque attesté.
Selon les annales, il participe aux côtés d'Eusèbe de Verceil à l'ordination de Marcellin d'Embrun, vers 360,. Louis Duchesne (1907) soulève la question de la particularité de voir deux évêques plutôt éloignés, consacrer celui d'Embrun, mais en analysant les informations concernant la région, la date de création des évêchés aux alentours et la proximité du nom, il conclut à la validation de l'information extraite de la Vie de saint Marcellin.
Ulysse Chevalier le fait assister au premier concile de Valence, en 374. Duchesne relève qu'un Aemilianus signe lors de cette assemblée, mais sans mention de son évêché. Il rejoint cependant le fait qu'il s'agisse très probablement de cet Émilien.
On ne connaît pas précisément son successeur, le nom de Sextus (Sextius) a pu être avancé, mais il a été écarté par les spécialistes. Le second évêque attesté est donc Maxime Ier (Gallia Christiana),,.

## Célébration
Sa fête est célébrée le 10 septembre, notamment dans le diocèse de Valence.
Chevalier indique que sa fête avait été placée par l'évêque Jean de Catellan (1705-1725) le 12 septembre et maintenue encore à cette date vers la fin du XIXe siècle.

### Articles liés
- Diocèse de Valence
- Liste des évêques de Valence (France)
- Cathédrale Saint-Apollinaire de Valence